# Эухенио Палафокс-и-Портокарреро, 7-й граф Монтихо
Эухенио Эулалио Палафокс-и-Портокарреро (исп. Eugenio Eulalio Palafox Portocarrero; 12 ноября 1773, Мадрид — 18 июля 1834, Мадрид) — испанский аристократ и военачальник, 7-й граф Монтихо и 17-й граф Теба.

## Происхождение
Родился 12 ноября 1773 года в Мадриде. Старший сын Фелипе Антонио де Палафокса и Крой д’Авре (1739—1790) и Марии Франсиски де Солес Портокарреро-и-Лопес де Суньиги, 6-й графини Монтихо (1754—1808). Его отец Фелипе Антонио де Палафокс, младший сын Хоакина Фелипе Антонио де Палафокса, 6-го маркиза Ариса (1702—1775) и внук Жана-Баптиста Крой, герцога д’Авре (1686—1727), участвовал в Семилетней войне под командованием маршала Виктора де Брольи и получил от короля Карла IV чин генерал-лейтенанта. Его мать, Мария Франсиска де Солес Портокарреро и Лопес де Суньига, дочь Кристобаля Педро Портокарреро Осорио и Фернандес де Кордовы, 6-го маркиза де Вальдеррабано (1728—1757), унаследовала титул графини Монтихо, была меценаткой и содержала литературный салон в Мадриде.

## Карьера
С 1778 года он носил титул — граф Теба. 6 октября 1792 года он женился первым браком на Марии Идиакес-и-Карвахаль, дочери 4-го герцога Гранада-де-Эга. В 1794 году Эухенио Палафокс был избран почётным академиком Королевской академии истории. Он был лишен возможности прочитать свою инаугурационную речь, в которой предлагалось представить дворянство как сдерживающую силу монархического абсолютизма, когда первый министр Мануэль Годой узнал об этом . По приказу последнего он был отправлен в ссылку в Толедо, а затем в Гранаду, где поступил на службу в полк милиции этого города в чине подполковника. В апреле 1808 года после смерти своей матери Эухенио де Палафокс унаследовал титул 7-го графа Монтихо и 17-го графа Теба.
В 1807 году прикрепленный к 1-й гренадерской дивизии в Кадисе, граф Монтихо входил в состав вспомогательного испанского корпуса, который помогал армии Жиронды генерала Жюно во вторжении в Португалию.
В апреле 1808 года граф Монтихо был произведен в чин полковника и переведен в провинциальный полк Куэнки. Ближе к концу июня он принял участие в битве при Валенсии (26 июня). Затем он отправился во главе бригады на выручку Сарагосе в сопровождении валлонских гвардейцев Сен-Марка.
В августе 1808 года граф Монтихо был произведен в бригадные генералы. 27 августа, следуя указаниям Хосе Палафокса продвигаться как можно дальше вверх по Эбро, граф Монтихо во главе колонны Арагонской армии достиг моста в Альфаро, почти напротив левого фланга французских войск в Милагро. Когда там их атаковала кавалерия Лефевра-Денуэта, испанская колонна отступила в Туделу, где их встретил маршал Монсей с пехотной дивизией. Монтихо снова отступил. Думая, что эти стычки должны быть просто отвлекающими маневрами, и находясь под впечатлением, что атака будет с этой стороны, король Жозеф двинул свои резервы вверх по реке в Миранду. Граф Монтихо, однако, отступил, потому что его войска были необученными новобранцами, и потому что его ближайшей поддержкой была Сарагоса.
Граф Монтихо вернулся в Мадрид к концу сентября и попытался сформировать правительство из соответствующих аристократов, но столкнулся с оппозицией герцога дель Инфантадо. Вместе с Антуаном де Мале, маркизом де Купиньи, и Франсиско Палафоксом, как члены Junta Militar, уполномоченные Центральной хунты контролировать военные вопросы, они были особенно озабочены передвижениями генерала Кастаньоса на Эбро.
В конце октября граф Монтихо был членом депутации Центральной хунты, состоящей из Франсиско Палафокса и маркиза Купиньи, которая была отправлена, чтобы оказать давление на генерал-капитана Франсиско Кастаньоса за то, что он еще не атаковал французов. Хосе Палафокс присоединился к ним из Сарагосы. К началу ноября, «после долгого и бурного совещания», было решено возобновить наступательные действия.
В феврале 1809 года граф Монтихо сражался при Уклесе. В середине апреля Монтихо почти удалось провести пронунсиамьенто в Гранаде, поддержанное герцогом Инфантадо и Франсиско Палафоксом, за что хунта сослала его в Сан-Лукар.
Монтихо, вместе с членами старой Хунты Севильи, Франсиско Палафоксом и герцогами Инфантадо и Осуна, был одним из заговорщиков, планировавших свергнуть Центральную Хунту, депортировать их всех на Канарские острова и провозгласить регентство. В сентябре того же года они обратились к Генри Уэлсли, британскому послу в Испании (и младшему брату герцога Веллингтона), с просьбой о помощи, на что он ответил отказом. Уэлсли немедленно сообщил о заговоре, не раскрывая никаких имен, Мартину де Гараю, секретарю Хунты. Граф Монтихо был заключен в тюрьму в Севилье за участие в заговоре.
В январе 1810 года граф Монтихо и Франсиско Палафокс сбежали из тюрьмы во время мятежа. Монтихо присоединился к армии Эстремадуры, но из-за разногласий с тамошними генералами в сентябре вернулся в Кадис и к концу октября был в Аликанте, снова во главе своего полка Куэнка.
С июня по сентябрь 1811 года граф Монтихо участвовал в боевых действиях в Альпухаррасе, где он одержал победу в нескольких небольших стычках с войсками генерала Годино, которым было поручено контролировать этот район . В августе он захватил две польские роты около Мотриля, а позже остановил колонну из 1500 человек под командованием полковника Ремонда. Затем он отправился в Мурсию, чтобы принять командование 1-й дивизией 3-й армии, с которой он участвовал в боях при Сагунтуме, а затем пытался освободить Валенсию.
В 1812 году новый главнокомандующий 3-й армией Хосе О’Доннелл отозвал графа Монтихо обратно в Аликанте, где в июле Монтихо принял участие в боевых действиях при Касталье. В ноябре он был произведен в фельдмаршалы.
В июне 1814 года граф Монтихо был назначен генерал-капитаном Королевства Гранада, а в августе 1815 года он был повышен до генерал-лейтенанта.
В августе 1819 года он был заключен в тюрьму в Сантьяго-де-Компостела за связи с либеральными революционерами. Однако, с восстанием Рафаэля Риего в начале 1820 года он был освобожден в следующем феврале. В конце марта он был назначен генерал-капитаном Старой Кастилии, но был уволен в конце апреля и заключен в казармы в Мурсии.
В апреле 1822 года 100-тысячная французская армия вступила в Испанию. Граф Монтихо вернулся на сторону роялистов, предложив герцогу дель Инфантадо возглавить войска, чтобы добиться освобождения короля. Его просьба была проигнорирована. Граф Монтихо «поцеловал руку» королю в Эль-Пуэрто-де-Санта-Мария в ноябре, но потерял королевскую благосклонность и проживал в Эль-Монтихо (Бадахос). 3 ноября 1826 года его первая жена скончалась в Гранаде, а 20 октября 1827 года граф Монтихо заключил новый «тайный» брак с Магдаленой Лазаро Мартин.
27 июня 1830 года король согласился на его переезд в Мадрид, а 16 июня 1823 года, благодаря амнистии, предоставленной королевой Марией Кристиной «всем испанцам, преследуемым как государственные заключенные», он был восстановлен на своих военных должностях и наградах. 8 ноября 1833 года он был назначен действительным академиком Королевской испанской академии, назначен на кафедру «Б» и присутствовал на её заседаниях.
Граф Монтихо скончался в Мадриде 18 июля 1834 года в возрасте 60 года, не оставив детей от двух браков. Ему наследовал его младший брат Киприано.